# Yassalalaka
Yasalalaka o Yasalaka Tissa (Yasa Silo) fou rei d'Anuradhapura de l'any 52 al 60, succeint al seu germà Candamukha al que va assassinar.
Pocs esdeveniments van succeir durant el seu regnat. El nou rei era un jove jovial que mancava de la dignitat necessària per ser rei. Va portar a palau a un porter de nom Subha, que se li assemblava molt i el va vestir amb les seves vestidures règies, asseient al porter al tron mentre ell es posava la roba del porter i se situava a la porta del palau amb el bastó de porter bastó a la mà; el rei tenia el costum de gaudir de la diversió de veure els seus ministres d'estat com s'inclinaven davant el fals rei que ocupava el tron i en una ocasió, mentre es repetia aquesta farsa el porter va dir "com es que el balatha (porter) s'atreveix a riure en la meva presència" i va fer matar el rei i usurpar el tron com a Subharaja.